# Sayyida Zeinab
Sayyida Zainab (în arabă السيدة زينب; însemnând „Doamna Zaynab”), cunoscut sub numele de Set Zaynab (în arabă ست زينب), este un oraș în Guvernoratul Rif Dimashq din Siria, 10 km (6 mi) la sud de Damasc, capitala națională. Cu o populație de 136.427 de locuitori (la recensământul din 2004), este al 10-lea cel mai populat oraș din Siria și cel mai populat oraș satelit din Damasc. Din punct de vedere administrativ, orașul este situat în districtul Markaz Rif Dimashq și aparține districtului nahiyah ("subdistrict") din Babbila.